# Lucien Lazare
Lucien Lazare (geboren 24. November 1924 in Straßburg) ist ein französischer jüdischer Widerstandskämpfer gegen den Nationalsozialismus.

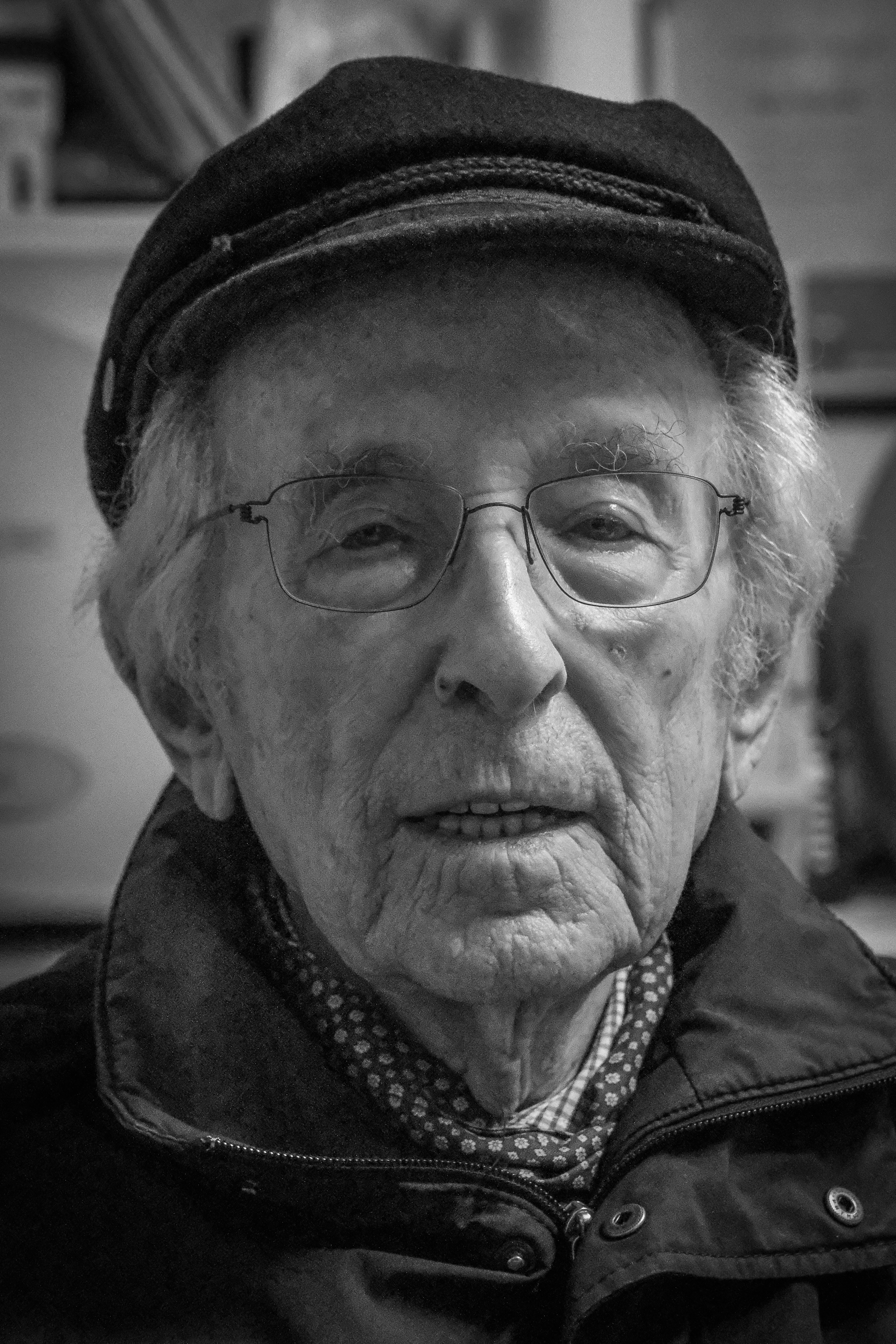
Lucien Lazare (2019)

## Leben
Lucien Lazare wuchs zunächst in Metz auf. Er besuchte unter den Bedingungen der deutschen Besetzung nach 1940 die Schule in Lyon und das Petit Séminaire Israélite in Limoges. Er gehörte zwischen 1942 und 1944 der jüdischen Widerstandsorganisation Éclaireurs israélites de France an. Im Zuge der Befreiung Frankreichs 1944 wurde er Soldat der französischen Armee.
Nach dem Krieg besuchte er 1948 die Jeschiwa in Aix-les-Bains. 1949 heiratete er in Straßburg die Psychologin Janine Hemmendinger (geboren 1928), sie haben vier Kinder. Die Tochter Anne-Joëlle ist mit dem israelischen Politiker Avraham Burg verheiratet.
Lazare war zunächst als Lehrer bei der jüdischen Gemeinde Belgiens beschäftigt und kehrte als Lehrer dann nach Straßburg zurück. Ab 1957 war er Herausgeber der dreimal im Jahr erscheinenden Zeitschrift für jüdische Pädagogen Hamoré. 1967 wurde er an der Universität Straßburg in Geschichte promoviert. Lazare wurde Sekretär der Communauté israélite de Strasbourg (CIS).
Lazare zog 1968 nach Israel, wo er in Jerusalem als Lehrer arbeitete und 1971 die René-Cassin-Schule gründete und bis 1989 leitete. Er wurde Mitglied für die Auswahlkommission Gerechter unter den Völkern bei Yad Vashem und ist Mitherausgeber des mehrbändigen Lexikons der Gerechten unter den Völkern. Lazare erhielt 2003 den Prix de l’Amitié judéo-chrétienne de France.

## Schriften (Auswahl)
- La Résistance juive en France. Paris : Stock, 1987
- L’abbé Glasberg. Paris : Cerf, 1990, ISBN 2-204-04073-8
- Le Livre des Justes, Lattès, 1993, ISBN 978-2-7096-1319-4
- La Résistance juive, un combat pour la survie. Editions du Nadir de l’Alliance Israélite universelle, 2002
- Israel Gutman, Lucien Lazare, Sara Bender: Dictionnaires des Justes de France. Jerusalem : Yad Vashem, 2003, ISBN 2-213-61435-0
- Organisation juive de combat. France 1940–1945. Einleitung. Autrement, 2006, ISBN 2-7467-0902-3
- Le tapissier de Jérusalem. Autobiografie. Paris : Seuil, 2015, ISBN 978-2-02-123001-7
- mit Alexandre Doulut: Ni héros, ni salauds : la population a-t-elle protégé les Juifs en France occupée? Lormont : Le Bord de l’eau, 2019